# 李學思
李學思（1528年—？），字充道，直隸保定府易州人，民籍，明朝政治人物。

## 生平
嘉靖三十四年（1555年）乙卯科順天府鄉試第五十九名舉人。嘉靖四十一年（1562年）中式壬戌科會試第二百四十八名，三甲第一百四十三名進士。

## 家族
曾祖李佑，監生；祖父李穆；父李冠，教授。母黃氏。慈侍下。